# اچ‌ام‌اس آنتیگوا (۱۸۰۴)
اچ‌ام‌اس آنتیگوا (۱۸۰۴) (به انگلیسی: HMS Antigua (1804)) یک کشتی است که طول آن ۱۴۵ فوت (۴۴ متر) می‌باشد. این کشتی در سال ۱۷۹۹ ساخته شد.